# 岡山市立山南中学校
岡山市立山南中学校（おかやましりつさんなんちゅうがっこう）は、岡山県岡山市東区北幸田にあった市立の中学校。

## 沿革
- 明治20年5月 太伯、幸島、朝日、大宮の4か村学校組合立として幸島村大字西幸崎187番地に設立
- 昭和22年3月 学制改革により山南中学校に改組発展するため廃校
- 昭和22年3月 邑久郡幸島村太伯村朝日村大宮村組合立山南中学校として設立認可
- 昭和22年4月 分校を朝日村犬島小学校内におく
- 昭和24年5月 南水門町20番地に校舎平屋建1棟（6教室）新築落成。第３学年が移転。校歌制定
- 昭和25年7月 2階建て校舎増築。第２学年が移転
- 昭和25年9月 犬島分校新校舎及び運動場竣工
- 昭和27年4月 本館新築落成により旧有隣校舎を廃し新校舎に全生徒を収容
- 昭和28年2月 町村合併により校名を西大寺市朝日村大宮村組合立山南中学校と改称
- 昭和30年1月 西校舎（元有隣校舎）移転落成
- 昭和30年4月 町村合併により西大寺市大宮村学校組合立山南中学校と改称
- 昭和31年2月 大宮村が西大寺市に合併により西大寺市立山南中学校と改称
- 昭和31年4月 犬島分校独立
- 昭和34年3月 体育館竣工
- 昭和34年9月 プール式防火用水槽竣工
- 昭和36年2月 技術教室竣工
- 昭和37年8月 理科教室改装
- 昭和38年4月 特殊学級開設
- 昭和41年11月 安全教育優良校として表彰
- 昭和42年10月 バレー、テニスコート新設（20周年記念）
- 昭和44年2月 岡山市合併にともない岡山市立山南中学校と改称
- 昭和45年10月 体育館廊下屋根完成 山南の校章
- 昭和48年3月 校門（中央、東）門扉開設成
- 昭和48年5月 自転車置き場新設
- 昭和49年10月 体育倉庫完成
- 昭和49年12月 通用門、体育館南門扉完成
- 昭和51年3月 給食棟および附属工事完成
- 昭和51年6月 完全給食開始
- 昭和52年9月 校舎（理科、音楽、美術、技術各教室）改造工事完成
- 昭和53年7月 プール浄化装置・改良工事完了
- 昭和55年3月 部屋（6室）完成
- 昭和55年4月 自動火災報知器設置
- 昭和55年9月 プールハウス新設
- 昭和57年4月 部室（5室）完成
- 昭和60年5月 自転車置場（1棟北）新設
- 昭和60年11月 新校舎起工式（北幸田）
- 昭和61年11月 新校舎に移転完了（509-1）
- 昭和62年3月 新校舎竣工式
- 平成03年4月 岡山市立犬島中学校を廃止し，当校に編入
- 平成03年9月 岡山市教育委員会より「子どもの人づくり」推進協力団体にPTAが指定
- 平成05年3月 「藤棚」設置
- 平成05年4月 徳田耕一校長就任（十一代校長）
- 平成06年3月 ｢時計｣（校門正面、中庭）設置（卒業生寄付）
- 平成08年2月 ジャンボ巻き寿司に挑戦 ギネスブックに申請
- 平成08年3月 「校章」（南棟玄関上）設置（卒業生寄付）
- 平成09年11月 創立50周年記念式典
- 平成11年4月 特殊学級開設
- 平成16年4月 特殊学級（情緒障害）開設
- 平成16年12月 「教育の情報化」実践モデル校粋人事業に指定され、ノートパソコン40台設置
- 平成20年4月 修学旅行を北九州方面から沖縄に変更
- 令和04年3月 岡山県初の義務教育学校、岡山市立山南学園の開校[2][3]に伴い廃校。

## 教育方針

### 学校教育目標
心豊かで たくましく生きる生徒の育成 -生き方教育-

### 目指す生徒の姿
- 将来への夢・希望・目標を持ち、それに向かって努力できる生徒
- 互いの人権を尊重し、ともに生きていこうとする生徒
- 自然や友達を愛する心豊かな生徒

## 学校行事
| - 4月 始業式、入学式、修学旅行（3年） - 5月 PTA総会、広島研修（2年）、閑谷研修（1年） - 6月 | - 7月 終業式 - 8月 - 9月 始業式、山南祭 | - 10月 弁論大会 - 11月 職場体験（2年） - 12月 終業式 | - 1月 始業式 - 2月 - 3月 卒業式、修了式 |

## 部活動

### 運動部
- 野球部
- バレーボール部
- ソフトテニス部
- 陸上競技部
- バドミントン部
- 卓球部

### 文化部
- 吹奏楽部
- 美術部

## 学区
岡山市立大宮小学校、岡山市立太伯小学校、岡山市立幸島小学校、岡山市立朝日小学校の校区を学区としている。具体的には以下の通り。
| - 岡山市東区 - 西大寺一宮 - 宿毛 - 上阿知 - 千手 - 下阿知 （以上、大宮小学校区） | - - 乙子 - 神崎町 - 邑久郷 （以上、太伯小学校区） | - - 西幸西 - 東幸西 - 水門町 - 北幸田 - 南水門町 - 東幸崎 - 幸地崎町 （以上、幸島小学校区） | - - 東片岡 - 宝伝 - 西片岡 - 正儀 - 久々井 - 犬島 （以上、朝日小学校区） |

## 交通
- JR赤穂線西大寺駅から
- 西大寺バスセンターから
  - 東備バス神崎経由牛窓行きまたは宝伝行きに乗車、神崎東バス停下車
  - 東備バス宝伝行きに乗車、山南中学校前バス停下車